# نفل بوتشوني
نفل بوتشوني (باللاتينية: Trifolium bocconei) نوع نباتي من جنس النفل من الفصيلة البقولية. سمي على اسم عالم النبات الإيطالي باولو بوتشوني (بالإيطالية: Paolo Boccone)‏.

## الموئل والانتشار
موطنه الأصلي بلاد الشام والمغرب العربي ومعظم مناطق حوض البحر الأبيض المتوسط.